# ТВ Ебони
ТВ Ебони (енгл. Ebony TV и арап. إبوني تي في) је приватна телевизија у Јужном Судану основана 2009. године са програмом на арапском језику. Програмска шема станице састоји се од политичких, културних и забавних емисија, затим програма за младе, музике и докуметаних емисија и филмова. ТВ Ебони је доступна и преко сателита „Атлантик берд 2“ на фреквенцији 11595 MHz.
Пробни сигнал пуштен је током 2009. године, а емитовање програма отпочело је 2011. године. Седиште Телевизије Ебони налази се у главног граду Јужног Судана, Џуби.